# Bukovský prameň
Bukovský prameň je přírodní památka v katastrálním území města Čadca v okrese Čadca v Žilinském kraji. Území bylo vyhlášeno či novelizováno v letech 1973 a má rozlohu 0,014 hektaru. Předmětem ochrany je minerální pramen s obsahem sirovodíku (H2S).